# San-Miguel-Bucht
Die San-Miguel-Bucht (spanisch Bahía de San Miguel) ist ein Teil der Philippinensee, an der Nordostküste der Bicol-Halbinsel auf den Philippinen. Die Bucht bedeckt eine Fläche von 1.115 km² und hat eine Küstenlänge von 188 km. Im Süden der Bucht mündet der Bicol-Fluss in die Bucht, er ist der größte Süsswasserzufluss in die Bucht.
Die Provinz Camarines Norte liegt im Westen und Camarines Sur liegt im Süden und Osten der Bucht. An der Küstenlinie liegen zahlreiche Sandstrände und Mangrovenwälder. Fünfundneunzig Prozent des Meeresgrundes in der Bucht werden von sandigen und Schlick Böden bedeckt. Zirka fünf Prozent werden von Korallenriffen bedeckt, diese liegen größtenteils im Nordwesten und Nordosten der Bucht und säumen zusammen Seegras- und Algenbetten die Küstenlinie der Inseln am Ausgang zur Philippinensee.

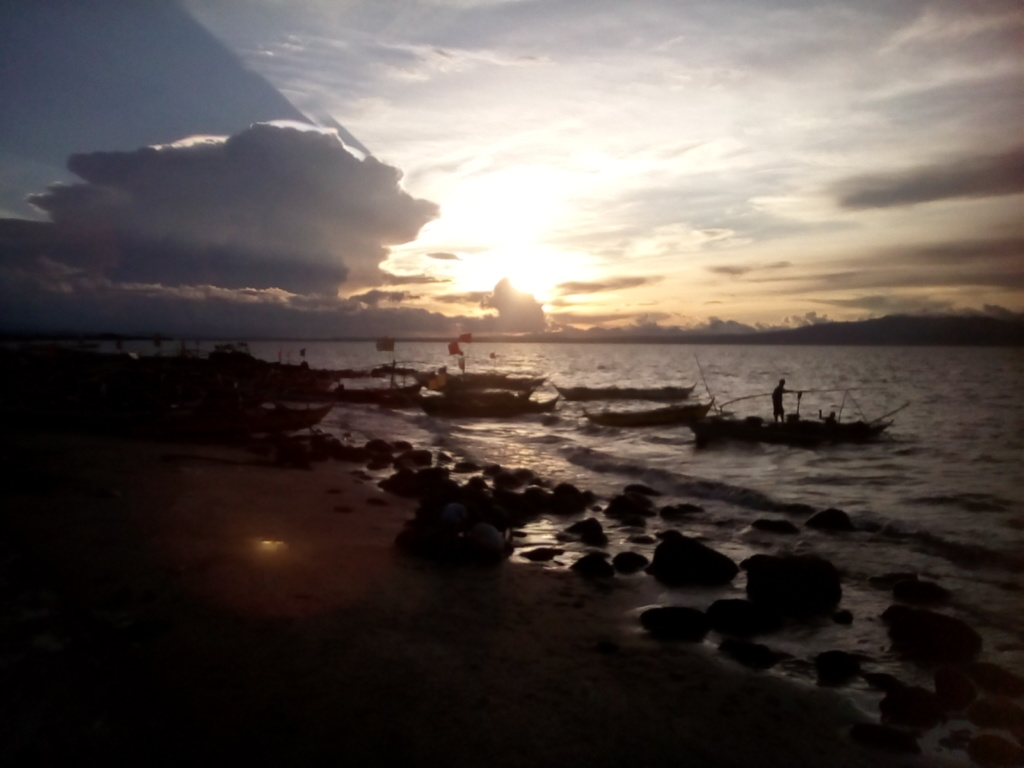
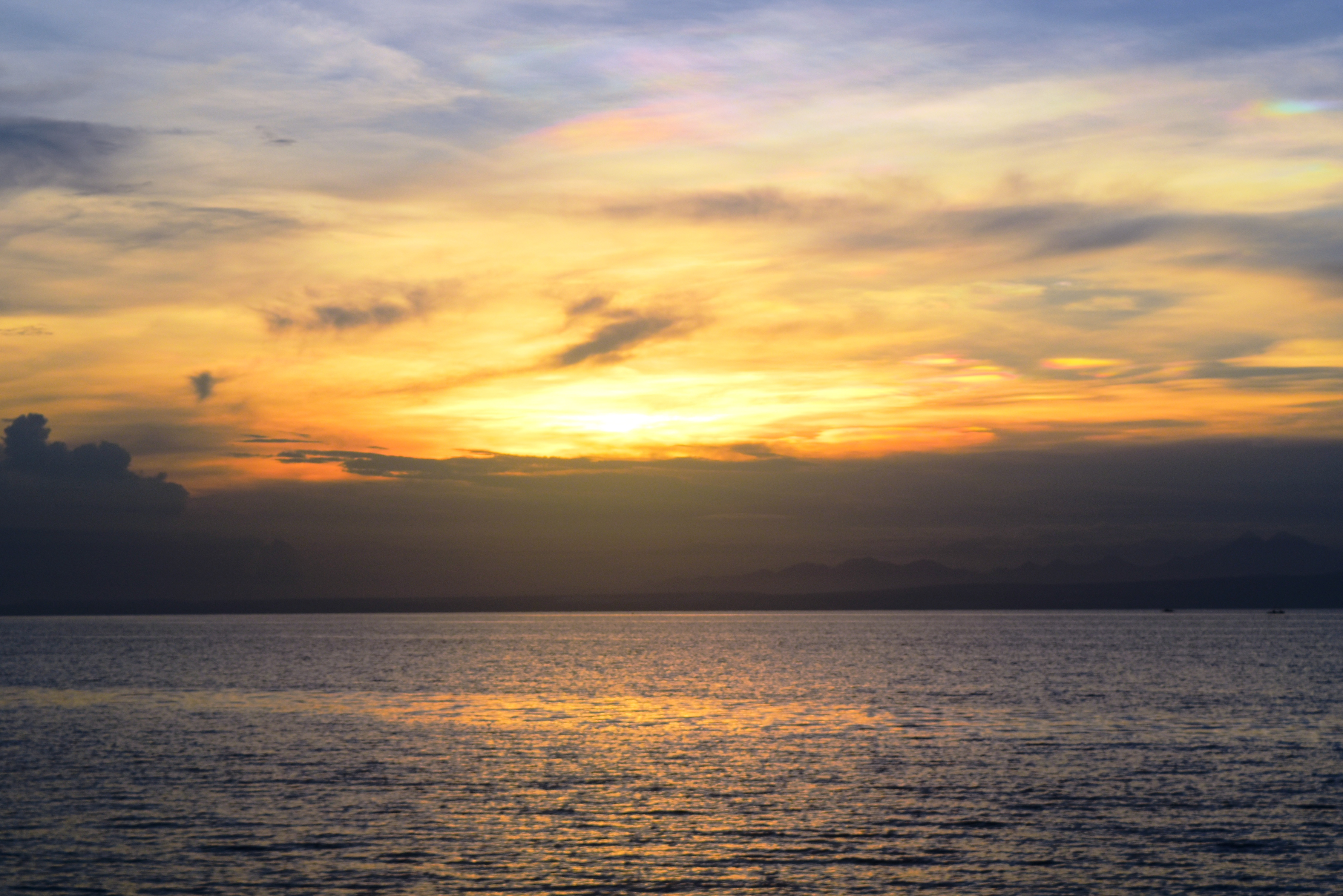